# Kurier Warszawski (dziennik)

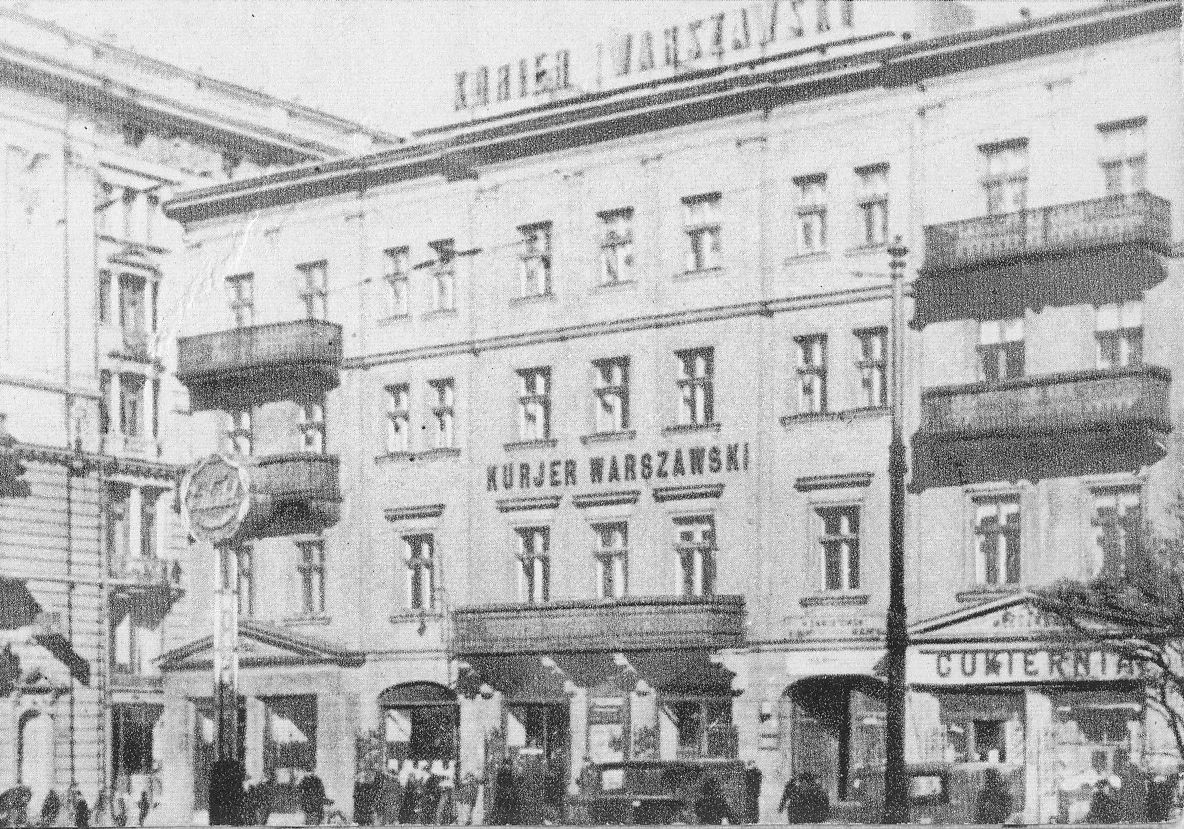
Siedziba redakcji gazety przy ul. Krakowskie Przedmieście 40

Kurier Warszawski – gazeta codzienna wydawana w Warszawie od roku 1821 do 1939, związana ze Stronnictwem Chrześcijańsko-Narodowym. Była popularna wśród urzędników państwowych i warstwy inteligenckiej stolicy w okresie dwudziestolecia międzywojennego.

## Opis
Kurier Warszawski założył (oraz został pierwszym redaktorem) w 1821 Bruno Kiciński. Był on uważany za twórcę pierwszego koncernu prasowego, wydającego wiele tytułów literackich i politycznych.
W latach 40. XIX wieku gazeta stała się najpopularniejszym pismem codziennym w Warszawie. Jej nakład oscylujący wokół liczby 2000 egzemplarzy był znaczny jak na ówczesną wielkość miasta (140 tysięcy). Często była określana jako bulwarówka (w ówczesnym znaczeniu tego słowa), starając się początkowo dotrzeć do każdego. Jednak już w drugiej połowie XIX wieku była zdecydowanie skierowana do czytelnika co najmniej średniozamożnego – stała się pismem mieszczaństwa, stale zyskiwała na popularności. Była również znana z rozbudowanej części ogłoszeniowej. „Kurier” dysponował własną siecią korespondentów zagranicznych.
W dwudziestoleciu międzywojennym średni nakład gazety wynosił ok. 50 tysięcy egzemplarzy.
Władysław Reymont powiedział, że bez nocnika i Kuriera Warszawskiego zasnąć nie może. W latach 1875–1882 i 1883–1887 na jego łamach Bolesław Prus drukował „Kroniki tygodniowe”. Z Kurierem współpracowała Lucyna Ćwierczakiewiczowa, najbardziej poczytna autorka swoich czasów (jej książki „365 obiadów za pięć złotych” czy „Poradnik porządku i różnych nowości gospodarczych” sprzedawały się znacznie lepiej niż dzieła Sienkiewicza czy Prusa). Swoje teksty w różnych okresach publikowali tam m.in. Henryk Sienkiewicz, Aleksander Świętochowski, Władysław Umiński, Kazimierz Przerwa-Tetmajer, Aleksander Michaux i Stanisław Stroński.
Po 1918 gazeta nabrała orientacji prawicowej. Kurier Warszawski wychodził nieprzerwanie przez 118 lat, do 9 października 1939 roku. W trakcie okupacji, próbując kontynuować tradycję gazety, wydawano gadzinówkę „Nowy Kurier Warszawski”. W roku 2006 nawiązując do dziennika stworzono nowy miesięcznik, o tej samej nazwie „Kurier Warszawski”, traktujący o sprawach Warszawy.
Od tytułu tego dziennika pochodzi nazwa najstarszego programu informacyjnego w Polsce nadawanego do dziś, pod tą samą nazwą od przeszło 55 lat – Telewizyjnego Kuriera Warszawskiego (emisja TVP3 Warszawa codziennie godz. 18:30).

## Redaktorzy naczelni
Od początku istnienia czasopisma stanowisko redaktora naczelnego pełnili: Bruno Kiciński, Ludwik Adam Dmuszewski, Ludwik de Vidal, Karol Kucz, Zygmunt Zaborowski, Antoni Edward Odyniec, Stanisław Bogusławski, Wacław Szymanowski, Józef Wolf, Franciszek Olszewski, Franciszek Nowodworski, Władysław Korotyński, Jan Brzeziński, Konrad Olchowicz (od stycznia 1906), Konrad Olchowicz (1924–1939).